# Thout

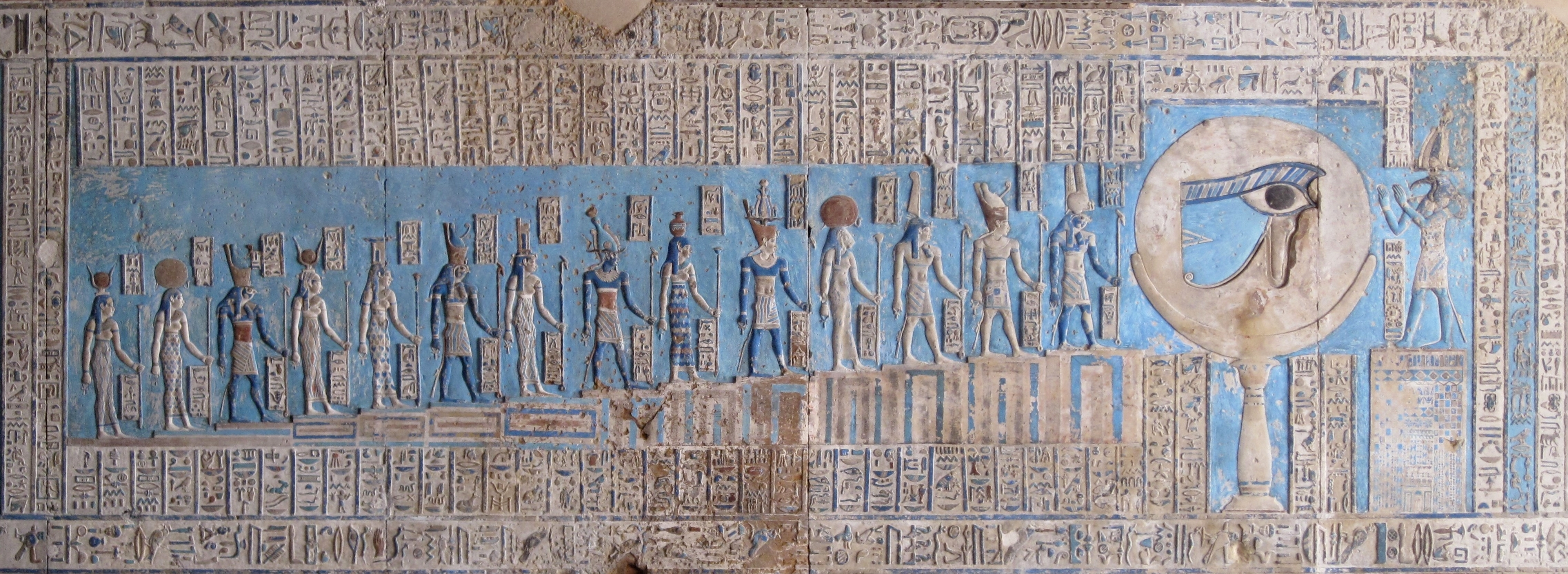
Représentation des phases de la lune à partir de la gauche avec les dieux Junit (nouvelle lune), Sopdet-Tjenenet (naissance), Hor-Behdeti, Hathor, Nephtys, Harsiese, Isis, Osiris, Nout, Geb, Tefnout, Shu, Atoum et Mois, avec l’œil de Rê sur la pleine lune devant le dieu Thot, relief du plafond dans le temple de Dendérah, Égypte.

Dans l'Égypte antique, Thout, du nom du dieu Thot, est le premier mois du calendrier nilotique (basé sur la crue du Nil). Ce mois correspond à juillet-août.